# 2009 na literatura

## Livros

### Literatura
- Steig Larsson - The Girl Who Played With Fire (28 de julho)
- Margaret Atwood - The Year of the Flood (8 de setembro)
- T. C. Boyle - The Women (10 de fevereiro)
- Dan Brown - The Lost Symbol (15 de setembro)
- E. L. Doctorow - Homer & Langley (1 de setembro)
- Glen David Gold - Sunnyside (5 de maio)
- Lauren Groff - Delicate Edible Birds (27 de janeiro)
- Terrence E. Holt - In the Valley of the Kings (14 de setembro)
- Denis Johnson - Nobody Move (5 de junho)
- Lorrie Moore - A Gate at the Stairs (15 de setembro)
- Alice Munro - Too Much Happiness (25 de agosto)
- Joyce Carol Oates - Dear Husband, (31 de março)
- Joyce Carol Oates - Little Bird of Heaven (15 de setembro)
- Chuck Palahniuk - Pygmy (5 de maio)
- Lyudmila Petrushevskaya - There Once Lived a Woman Who Tried to Kill Her Neighbor's Baby (29 de setembro)
- Thomas Pynchon - Inherent Vice (4 de agosto)
- Richard Russo - That Old Cape Magic (4 de agosto)
- Raphael Selbourne - Beauty (setembro)
- Nicholas Sparks - The Last Song (8 de setembro)
- Wells Tower - Everything Ravaged, Everything Burned (17 de março)
- John Wray - Lowboy (3 de março)
- Dave Eggers - The Wild Things (1 de outubro)
- Jonathan Lethem - Chronic City (13 de outubro)
- John Irving - Last Night in Twisted River (20 de outubro)
- Philip Roth - The Humbling (2 de novembro)
- Vladimir Nabokov - The Original of Laura (3 de novembro)
- Barbara Kingsolver - The Lacuna: A Novel (3 de novembro)

### Ficção de horror
- Matthew J. Costello - Doom 3: Maelstrom (31 de março)
  - Dark Calling (maio)
  - Hell's Heroes (outubro)
- Richard Laymon - Dark Mountain (março)
- Stephen King - Under the Dome (10 de novembro)

### Ficção infantil e adolescente
- Charles Ogden - Split Ends (27 de janeiro)
- Robert Muchamore - Henderson's Boys: The Escape (5 de fevereiro)
- Erin Hunter - Great Bear Lake (10 de fevereiro)
- James Dashner - The Hunt for Dark Infinity (1 de março)
- The Spook's Tale/Interception Point por Joseph Delaney e Mark Walden (5 de março)
- Carrie Ryan - The Forest of Hands and Teeth (9 de março)
- Neil Gaiman - Blueberry Girl (10 de março)
- Brandon Mull - Secrets of the Dragon Sanctuary (24 de março)
- Peter Lerangis - The Sword Thief (1 de abril)
- Robert Muchamore - Eagle Day (4 de junho)
- Erin Hunter - Sunrise  (24 de abril)
- Erin Hunter - Smoke Mountain (1 de maio)
- Rick Riordan - The Last Olympian (5 de maio)
- D.J. Machale - The Soldiers of Halla (12 de maio)
- N.D. Wilson - Dandelion Fire
- Operation Storm City por Joshua Mowll and various  (12 de maio)
- Michael Scott - The Sorceress (26 de maio)
- Septimus Heap: The Magykal Papers - Angie Sage (23 de junho)
- Beyond the Grave por Jude Watson (2 de junho)
- Emily the Strange: The Lost Days por Rob Reger (2 de junho)
- Code of the Clans por Erin Hunter (9 de junho)
- The Dragons of Ordinary Farm por Tad Williams e Deborah Beale (2 de julho)
- Bluestar's Prophecy por Erin Hunter (agosto)
- The Green Bronze Mirror por Lynne Ellison (29 de outubro)
- The Lost Train of Thought por John Hulme e Michael Wexler (outubro)
- The Fourth Apprentice por Erin Hunter (24 de novembro)
- The Immortals por Derek Benz e J. S. Lewis (dezembro)

### Ficção científica e fantasia
- James Patterson - MAX: A Maximum Ride Novel (16 de março)
- Jim Butcher - Turn Coat (7 de abril)
- James Patterson - Daniel X: Watch the Skies (27 de julho)
- Michael E. Marks - Dominant Species (novel) (1 de outubro)
- Eoin Colfer - And Another Thing... (outubro)
- J.C. Hutchins - 7th Son, Book One: Descent (27 de outubro)
- Robert Jordan e Brandon Sanderson - The Gathering Storm (Wheel of Time volume 12) (27 de outubro)
- Michael Crichton - Pirate Latitudes (24 de novembro)

### Mistério
- David Baldacci - First Family (21 de abril)

### Não-ficção
- Olivier Ameisen - The End of my Addiction (5 de março)
- Dave Eggers - Zeitoun (15 de julho)
- Craig Ferguson - American on Purpose (22 de setembro)
- Jonathan Safran Foer - Eating Animals (28 de outubro)
- David Grann - The Lost City of Z (24 de fevereiro)
- Thomas Levenson - Newton and the Counterfeiter (3 de junho)
- Eric W. Sanderson - Mannahatta: A Natural History of New York City (1 de maio)
- Bill Simmons - The Book of Basketball (26 de outubro)
- William T. Vollmann - Imperial ( 29 de julho)
- Michael Chabon - Manhood for Amateurs (6 de outubro)
- Jonathan Safran Foer - Eating Animals (2 de novembro)
- Guy Sorman - Economics Does Not Lie (20 de julho)

### New drama
- Jacob M. Appel - Causa Mortis
- Patrick Marber - After Miss Julie
- Tony Glazer - In The Daylight
- Anna Deavere Smith - Let Me Down Easy
- Sarah Ruhl - In the Next Room (or The Vibrator Play)

### Político
- Mark Levin - Liberty and Tyranny: A Conservative Manifesto (March 24, 2009)

## Prêmios e honras
- Prémio Camões - Arménio Vieira[1]

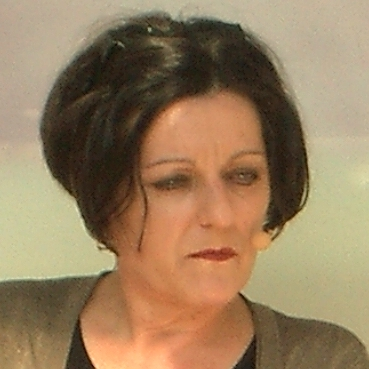
Herta Müller

- Prêmio Franz Kafka: Peter Handke, Alemão
- Prêmio PEN/Faulkner pela Ficção: Joseph O'Neill, Netherland
- Canada Reads: Lawrence Hill, The Book of Negroes
- Prêmio IMPAC Dublin Literary: Michael Thomas, Man Gone Down
- Prêmio Man Booker: Hilary Mantel, Wolf Hall
- Prêmio Pulitzer pela Ficção: Elizabeth Strout, Olive Kitteridge
- Prêmio Scotiabank Giller: Linden MacIntyre, The Bishop's Man
- Nobel de Literatura: Herta Müller
- Bookseller/Diagram Prize for Oddest Title of the Year: Crocheting Adventures with Hyperbolic Planes, Daina Taimina
- Medalha Carnegie de children's literature: Siobhan Dowd, Bog Child
- Medalha Newbery de children's literature: Neil Gaiman, The Graveyard Book

## Mortes
- 1 de Janeiro - Johannes Mario Simmel, 84 anos, escritor austríaco
- 27 de Janeiro - John Updike, 76, novelista americano (Rabbit'série)
- 20 de Fevereiro - Christopher Nolan, 43, poeta e autor irlandês
- 25 de Fevereiro - Philip José Farmer, 91, escritor estadunidense de ficção científica
- 13 de Março - James Purdy, 94, novelista norte-americano, dramaturgo e poeta
- 31 de Março 
  - Jarl Alfredius, 66 anos, jornalista sueco
  - Michael Cox, 60, novelista e biógrafo britânico
- 14 de abril - Maurice Druon, 90, novelista histórico francês
- 19 de abril - J. G. Ballard, 78, novelista britânico
- 6 de Maio - Lev Losev, 71, poeta russo-americanas
- 17 de Maio - Mario Benedetti, 88, escritor uruguaio
- 2 de Junho - David Eddings, 77, novelista americano
- 6 de Julho - Vasily Aksyonov, 76, novelista russo
- 19 de Julho - Frank McCourt, 78 anos, americano-irlandês, memorialista e Prêmio Pulitzer vencedor
- 23 de Julho - E. Lynn Harris, 54 anos, escritora norte-americana
- 25 de Julho - Stanley Middleton, 89, autor britânico
- 27 de Julho 
  - Aeronwy Thomas, 66 anos, escritor e tradutor britânico
  - Michael Zeeman, 50, crítico literário holandês, escritor e poeta
- 31 de Julho - Tim Guest, 34 anos, escritor britânico
- 2 de agosto - Adolf Endler, 78, escritor alemão
- 4 de agosto - Blake Snyder, 51, roteirista e autor norte-americano
- 5 de agosto - Budd Schulberg, 95, roteirista  e novelista americana
- 6 de agosto 
  - Jack Kirby T., 70 anos, historiador americano
  - Willibrordus S. Rendra, 73, poeta da Indonésia
- 7 de agosto - Danko Popović, 81, escritor da Sérvia
- 8 de agosto - Alfonso Calderón, 78 anos, escritor  e poeta chileno
- 9 de agosto - Thierry Jonquet, 55 anos, escritor Francês
- 10 de agosto 
  - Josef Burg, 97, escritor iídiche ucraniano
  - Merlyn Manto, 77, autor norte-americano
- 16 de agosto - Alistair Campbell, 84, poeta da Nova Zelândia
- 18 de agosto 
  - Dic Jones, 75, poeta galês
  - Hugo Loetscher, 79, autor suíço
  - Fernanda Pivano, 92 anos, escritor italiano
- 19 de agosto - Donald M. Grant, 82, editora estadunidense de ficção científica
- 20 de agosto - Karla Kuskin, de 77 anos, autor das crianças americanas
- 22 de agosto - Elmer Kelton, 83, Americana novelista Ocidental
- 25 de agosto 
  - Bob Carroll, 73, historiador e autor americano
  - Sergey Mikhalkov, 96, escritor e poeta russo
- 3 de Setembro - Christine D'Haen, 85, poeta belga
- 4 de Setembro - Keith Waterhouse, 80, o autor e dramaturgo britânico
- 6 de Setembro 
  - Catherine Gaskin, 80, nascido na Irlanda novelista brasileiro
  - Nada Iveljić, 79 anos, escritor croata
- 10 de Setembro - Lyn Hamilton, 65 anos, autor canadense
- 11 de Setembro - Jim Carroll, 60, autor norte-americano
- 12 de Setembro 
  - William Hoffman, 84, novelista americano
  - Antônio Olinto, 90, escritor Brasileiro
- 13 de Setembro - Sarah E. Wright, 80, novelista americano
- 15 de Setembro - Trevor Rhone, 69, dramaturgo jamaicano
- 19 de Setembro - Milton Meltzer, 94, historiador e autor americano
- 21 de Setembro - Junzo Shono, 88, autor japonês
- 22 de Setembro - Kole Casule, 88 anos, escritor macedônio
- 24 de Setembro - Nelly Arcan, 35, novelista brasileiro
- 25 de Setembro - Willy Breinholst, 91, autor dinamarquês
- 1 de Outubro 
  - Otar Chiladze, 76 anos, escritor da Geórgia
  - Cintio Vitier, 88, poeta cubano
- 4 de Outubro - Veikko Huovinen, 82 anos, escritor finlandês
- 29 de Novembro - Robert Holdstock, 61 anos, escritor britânico Veikko Huovinen

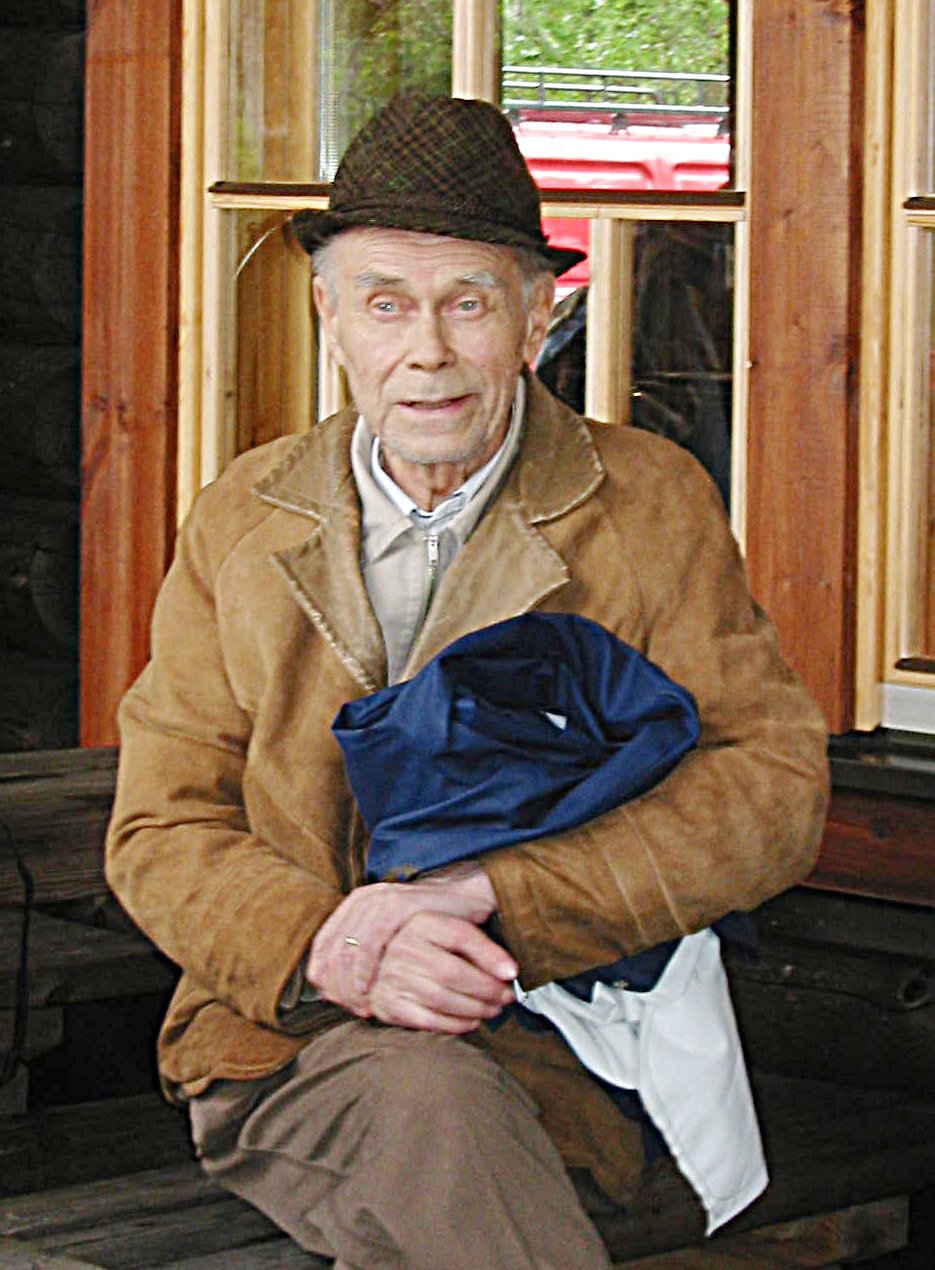
Veikko Huovinen

- 30 de Novembro - Milorad Pavic, 80 anos, escritor sérvio
- 5 de Dezembro - William Lederer, 97, autor norte-americano
- 7 de Dezembro 
  - Carlene Hatcher Polite, 77, novelista americano
  - Pyotr Vail, 60, ensaísta russo e Jornalista
- 15 de Dezembro - Courtlandt Bryan, 73, autor norte-americano
- 19 de Dezembro - Loren Singer, 86, novelista americano
- 20 de Dezembro - Jornalista Vera Rich, 73, poeta britânico,
- 23 de Dezembro - Grigory Baklanov, 86, novelista russo
- 25 de Dezembro 
  - Vrindavanam Venugopalan, 74 anos, escritor indiano
  - Rachel Wetzsteon, 42, poeta americano
- 26 de Dezembro 
  - Dennis Brutus, 85, poeta sul-Africano
  - Norval White, 83, autor norte-americano